# Pyrgus ruralis
Pyrgus ruralis à một loài bướm ngày thuộc họ Hesperiidae. Phân loài "lagunae" được biết đến bởi tên gọi thông thường bướm nhảy núi Laguna núi. Phân loài này nằm trong danh sách các loài nguy cấp. Nó được tìm thấy từ các ngọn núi từ British Columbia và Alberta đến miền nam California, Arizona và New Mexico.
Sải cánh dài 25–29 mm, Có một thế hệ một năm từ tháng 4 đến tháng 7. Ấu trùng ăn cây họ Rosaceae, gồm Potentilla drummondii, Horkelia fusca, Horkelia tenuiloba và Horkelia bolanderi clevelandii. Con trưởng thành hút mật hoa.

## Phân loài
- Pyrgus ruralis ruralis
- Pyrgus ruralis lagunae